# トゥルチャ県
| 県章 トゥルチャ県の位置 |                     |
| 地域                    | 南東地域            |
| 歴史的な地域            | ドブロジャ          |
| 県都                    | トゥルチャ          |
| 面積                    | 8,499km²            |
| 人口                    | 193,355人（2021年） |
| 人口密度                | 22.8人/km²          |
| ISO 3166-2              | RO-TL               |

トゥルチャ県（トゥルチャけん、Județul Tulcea）は、ルーマニア・ドブロジャ地方の県。県都はトゥルチャ。

## 人口統計
人口は193,355人（2021年国勢調査）、人口密度は22.8人/km²。ルーマニアの県では、もっとも人口密度が低い。民族構成は次のとおり。
- ルーマニア人 - 153,094人
- リポヴァン人 - 8,010人
- ロマ人 - 3,963人

ドナウ・デルタにはリポヴァン人のコミュニティー、県の南部にはトルコ人のコミュニティーがある。かつてはルーマニアにおけるイスラム教の中心地であった。

## 地理

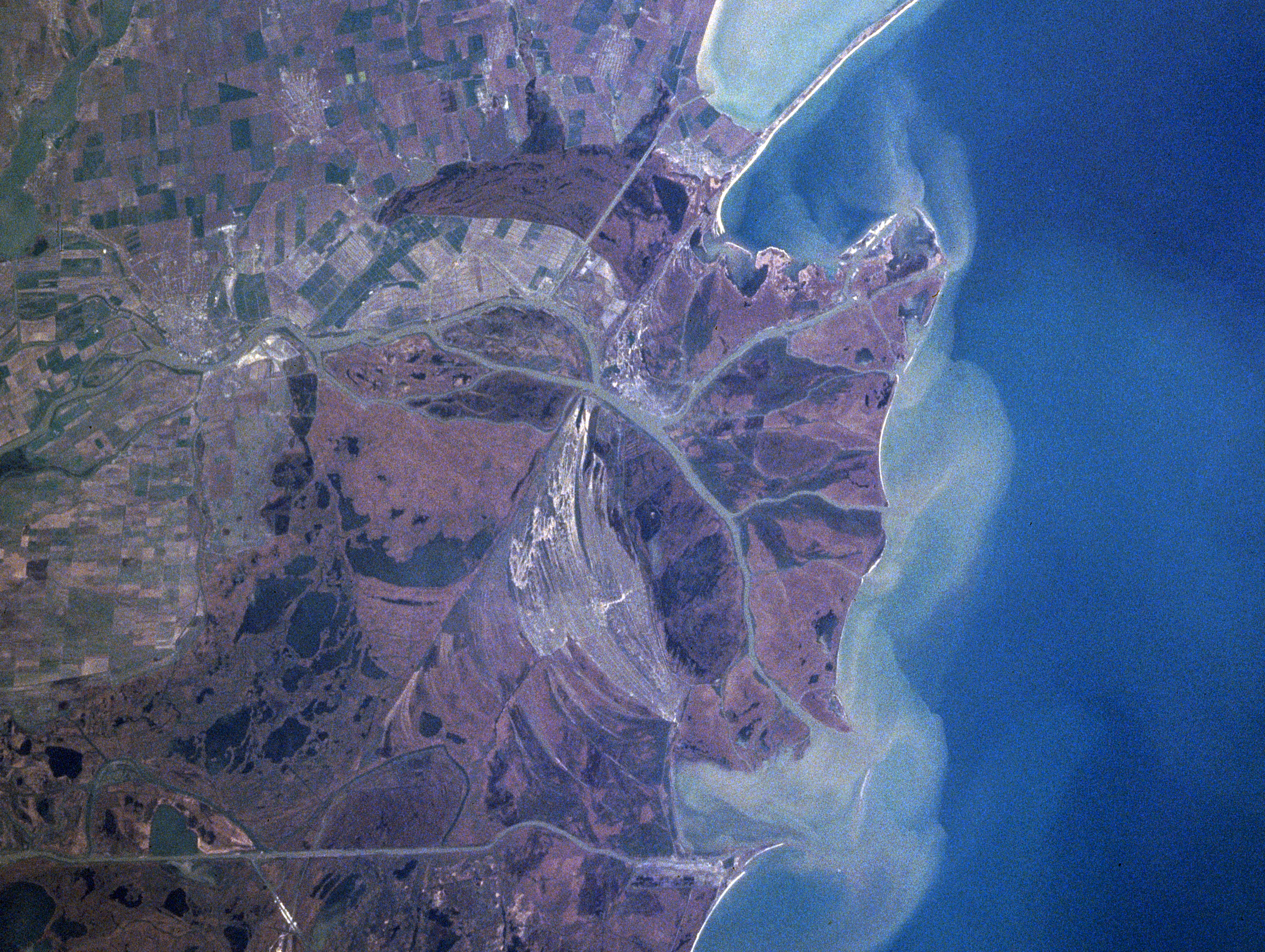
ドナウ・デルタ（衛星写真）

東は黒海、西はブライラ県、北西はガラツィ県、北はウクライナ、南はコンスタンツァ県に接する。
もっとも特徴的な地域は北東部のドナウ・デルタで、県の面積の3分の1を占める。デルタには主要な支流が3つある。中央のスリナ川（大型船で航行できる唯一の支流）、北のキリア川（ウクライナとの境）、南のスフントゥ・ゲオルゲ川である。南東には2つの潟湖、ラジム湖とシノエ湖がある。スフントゥ・ゲオルゲ運河とラジム湖にはさまれた地域には無数の運河と小さな湖がある。こうした地域全体はユネスコの世界遺産（自然遺産）に登録され、自然保護区となっている。
ドナウ川はこの県の西と北をめぐって流れる。西部では支流のマチン川が大ブライラ島を形作っている。ブライラの対岸のスムルダンからトゥルチャに近いパトラジャーンカまでは、ドナウ川は大きな一本の流れとなっており、周囲には無数の湖と小さな運河がある。
県の中央部にはカシンチェア平野とマチン山地がある。マチン山地は400万年前の山脈の名残であり、もっとも標高の高いところでも400mである。

## 経済
農業と漁業が産業の中心で、人口の約48%が従事している。工業が集まっているのは大きな町だけである。

## 観光
観光は、ドナウ・デルタを含むトゥルチャ県の重要な産業である。
- ドナウ・デルタ
  - スリナの町 - ドナウ川流域の一番下流にある町
  - スフントゥ・ゲオルゲ、マフムディア、クリシャン、カラオルマン、キリア・ヴェケ周辺の地域
- トゥルチャ市

## 行政区画
県は1つの都市、4つの町、46の基礎自治体からなる。

### 主な都市
- トゥルチャ（約9万人）

## 註
1. 1 2  “Tabel-2.02.1-si-Tabel-2.02.2.xlsx”. ルーマニア国家統計局. 2024年8月28日閲覧。